# Agencia Brasileña de Desarrollo Industrial
La Agencia Brasileña de Desarrollo Industrial (ABDI siglas en portugués) tiene por misión desarrollar acciones estratégicas para la política industrial brasileña, promoviendo la inversión productiva, el empleo, la innovación y la competitividad industrial del País. Actúa para contribuir de forma decisiva en la consolidación de Brasil cómo una de las economías más vigorosas de la actualidad. Depende del Ministerio del Desarrollo, Industria y Comercio Exterior (MDIC siglas en portugués) y es el vínculo entre el sector público y privado.
La ABDI ocupa una posición clave dentro del Plan Brasil Mayor, tanto como en la política industrial del gobierno Dilma Rousseff y ofreciendo apoyo técnico sistemático en las instancias de articulación y administración de políticas mediante la producción de estudios de coyunturales, estratégicos y tecnológicos para diferentes sectores de la industria, pero, también, por los informes sectoriales y globales de acompañamiento y monitoreo de la política industrial. De esa forma, colabora con la construcción de agendas de acción sectoriales, para los avances en el ambiente institucional, regulatorio y de innovación en Brasil y en la formulación de medidas y estrategias para el fortalecimiento de las cadenas productivas, atracción de inversiones y mejorías en los índices de productividad. 
La Agencia dispone, aún, de flexibilidad, agilidad y capilaridad para actuar como instancia de promoción, monitorización y evaluación del Plan Brasil Mayor, congregando entidades públicas y privadas en torno a programas, proyectos y acciones de naturaleza estratégica y operacional.
La ABDI también desempeña el papel de Secretaría Ejecutiva del Consejo Nacional de Desarrollo Industrial (CNDI siglas en portugués).
Es por medio de asociaciones con entidades sectoriales (Asociaciones, Institutos, Sindicatos, Federaciones, entre otras) que la ABDI promueve el fortalecimiento de la innovación, la inteligencia competitiva y la competitividad sectorial.
El objetivo de la Agencia es ser referencia en la articulación público-privada y en inteligencia industrial para la promoción del empleo, de la innovación y transformación de la industria brasileña, para eso cuenta con un cuerpo técnico altamente calificado. 

## Estructura
La Agencia Brasileña de Desarrollo Industrial (ABDI) fue creada por el gobierno federal en 2004 con la misión de promover la ejecución de la política industrial, en consonancia con las políticas de ciencia, tecnología, innovación y de comercio exterior (Ley 11.080). Desde el inicio de su creación desarrolla estudios e investigaciones enfocados en la mayor competitividad de la industria brasileña.